# Nystalus striatipectus
Nystalus striatipectus és una espècie d'ocell de la família dels bucònids (Bucconidae) que habita boscos, arbusts i matolls del centre i sud-est de Bolívia, el Paraguai i nord-oest de l'Argentina.